# Krzysztof Kiljański
Krzysztof Stanisław Kiljański (ur. 5 listopada 1967 w Nowej Soli) – polski piosenkarz popowy i jazzowy. Zdobywca nagrody Fryderyka.

## Życiorys

### Kariera
W latach 80. tworzył piosenkę poetycko-autorską, którą tworzył m.in. we współpracy z formacją EX Nonet. W tym czasie zdobył nagrody i wyróżnienia m.in. na Ogólnopolskich Spotkaniach Zamkowych Śpiewajmy Poezję w Olsztynie czy Festiwalu Piosenki Studenckiej w Krakowie. W pierwszej połowie lat 90. był wokalistą Śląskiej Estrady Wojskowej we Wrocławiu. Od 1998 roku angażował się w wiele jazzowych projektów, w 2001 roku otrzymał wyróżnienie indywidualne na Międzynarodowym Festiwalu Jazzu Tradycyjnego Złota Tarka, potem zdobył drugie miejsce w konkursie Międzynarodowych Spotkań Wokalistów Jazzowych w Zamościu.
W 2003 zaczął tworzyć materiał na swój debiutancki album, nad którym współtworzył wraz z Witoldem Cisłą i Willy Bellem, autorem większości tekstów piosenek z płyty. W 2004 z utworem „Stay” zajął 10. miejsce w finale Krajowych Eliminacjach do 49. Konkursu Piosenki Eurowizji. Piosenką zapowiadał swój debiutancki album pl. In the Room, który wydał w 2005 nakładem wytwórni Kayax. Album osiągnął wynik prawie 100 tys. sprzedanych egzemplarzy w kraju. Wydawnictwo promował singlem „Prócz ciebie, nic”, który nagrał w duecie z Kayah. Piosenka dotarła na szczyt polskich list przebojów oraz wygrała 42. Krajowy Festiwal Polskiej Piosenki w Opolu, gdzie została nagrodzona statuetką Superjedynki. Kilka miesięcy później ukazała się reedycja płyty wzbogacona o trzy dodatkowe utwory. W tym samym roku wystąpił na 43. KFPP w Opolu i Sopot Festival 2006, a także zaśpiewał w wielu programach telewizyjnych, m.in. Co tu jest grane?,  Przebojowa noc czy Mój pierwszy raz, oraz nagrał piosenki do ścieżki dźwiękowej filmów: Rozmowy nocą („Podaruj mi” z Veronique le Berre) oraz Idealny facet dla mojej dziewczyny („I Wanna Be Loved by You” z Olgą Szomańską). W marcu 2006 za utwór „Prócz ciebie, nic” zdobył Fryderyka w dwóch kategoriach: Piosenka roku i Wokalista roku.
W 2011 zaczął występować w trasie koncertowej Projekt Grechuta zespołu Plateau i wydał album pt. Barwy Kofty, na który nagrał utwory zawierające teksty autorstwa Jonasza Kofty. W 2013 wydał album pt. Powrót, a w 2014 – Duety, na który umieścił swoje aranżacje polskich piosenek w duecie z wykonawczyniami, takimi jak m.in. Kasia Popowska, Anna Serafińska, Grażyna Szapołowska czy Iza Kowalewska. Na albumie umieścił także utwór „Podejrzani zakochani”, który nagrał z Haliną Mlynkovą na potrzeby ścieżki dźwiękowej do filmu o tym samym tytule.
We wrześniu 2017 wydał album pt. Still Right Here, który promował teledyskiem do singla „W drodze”.

## Życie prywatne
W 1995 wziął ślub. W październiku 2006 urodził mu się syn. Mieszka z rodziną w jednej z podwarszawskich miejscowości.
W listopadzie 2011 uległ wypadkowi samochodowemu w drodze do Poznania.

## Dyskografia

### Albumy studyjne
| In the Room                         | - Data: 24 stycznia 2005 - Wydawca: Kayax                   | 1  | - POL: 70 tys.+ | - POL: platynowa płyta |
| Barwy Kofty                         | - Data: 6 lutego 2012 - Wydawca: QM Music                   | 31 |                 |                        |
| Powrót                              | - Data: 16 kwietnia 2013 - Wydawca: Kayax                   | 40 |                 |                        |
| Duety                               | - Data: 25 listopada 2014 - Wydawca: Universal Music Polska | –  |                 |                        |
| Przybora (oraz The New Warsaw Trio) | - Data: 9 października 2015 - Wydawca: Borzym Music         | –  |                 |                        |
| Więcej                              | - Data: 15 czerwca 2018 - Wydawca: Universal Music Polska   | –  |                 |                        |
| „–” album nie był notowany.         |                                                             |    |                 |                        |

### Single
| „I Don’t Know Where Life’s Going”                                                     | 2005 | 11 | 50 | In the Room      |
| „Prócz ciebie, nic” (gościnnie: Kayah)                                                | 2005 | 1  | 10 | In the Room      |
| „Od świąt do świąt”                                                                   | 2005 | 48 | –  | –                |
| „Miłosne nastroje” (oraz Sebastian Karpiel-Bułecka, Gabriel Fleszar)                  | 2006 | –  | –  | –                |
| Grupa Operacyjna – „Północ” (gościnnie: Krzysztof Kiljański)                          | 2008 | –  | 15 | Ostry dyżur      |
| Elżbieta Adamiak – „Posiedzimy sobie razem w kuchni” (gościnnie: Krzysztof Kiljański) | 2010 | 47 | –  | Zbieram siebie   |
| „Podejrzani zakochani” (gościnnie: Halina Mlynkova)                                   | 2012 | –  | –  | Powrót           |
| „W drodze”                                                                            | 2017 | –  | –  | Still Right Here |
| „–” singel nie był notowany.                                                          |      |    |    |                  |

### Inne
| Album                                | Rok  | Uwagi                                                                               | Źródło |
| ------------------------------------ | ---- | ----------------------------------------------------------------------------------- | ------ |
| Maryla Rodowicz – Kochać             | 2005 | współautor utworu „Będzie to co musi być”                                           | [ 30 ] |
| Anna Serafińska – Gadu Gadu          | 2006 | gościnnie śpiew w utworze „Kto tak ładnie kradnie jak on”                           | [ 31 ] |
| Robert Chojnacki – Saxophonic        | 2006 | gościnnie śpiew w utworze „Poranna nostalgia”                                       | [ 32 ] |
| Bogusław Mec – Duety                 | 2008 | gościnnie śpiew w utworach „Dom, pies i on” i „Na pozór”                            | [ 33 ] |
| Martyna Jakubowicz – Te 30. urodziny | 2008 | gościnnie śpiew w utworze „Chcę ci dać trochę wiary w cud / Kołysanka dla Misiaków” | [ 34 ] |